# Crni Tigar (strip)
Crni Tigar je #54 obnovljene edicije Zlatne serije, koju je 2018. godine pokrenuo Veseli četvrtak. Sveska je izašla 21. marta 2024. godine i koštala 790 dinara (6,74 €, 7,45 $). Sveska  je integralna verzija četiri posebne epizode koje su u Italiji premijerno izašle 1992. godine. Imala imala ukupno 330 strana. Korice A su originalne korice koje je nacrtao Aurelio Galepini (1992), a korice B Milan Jovanović (2024).

## Originalna epizoda
Epizoda objavljena je premijerno u Italiji u redovnoj ediciji u četiri sveske u #381-384. pod nazivima Il regno del silenzio, La Tigre Nera, La fortezza malese i Percorso inferale u periodu jul-oktobar 1992. Scenario je napisao Klaudio Nici, a nacrtao Klaudio Vila. 

## Kratak sadržaj
Teks i Karson jašu do Lidvila na poziv prijatelja Makparlanda, Pinkertonog agenta. Njegov poziv je posledica pretnji koje je dobio gradonačelnik od misteriozne organzacije „Crni Tigar“. Makparland ih čeka u pozorištu gde gostujuća pozorišna trupa izvodi Hamleta. Za vreme predstave, nepoznata osoba ubija gradonačelnika. Teks i Karson odlaze sa Mekparlandom u restoran da porazgovaraju o daljoj istrazi. Tamo sreću sa vlasnika, godpodina Morela, koji je takođe vlasnik pozorišta, kockarenice i umešan je atentat na gradonačelnika. Posle razgovora sa Teksom, Morel odlazi na sastanak sa misterioznim Crnim Tigrom, azijskog porekla, koji pomaže lokalnim tajkunima da prošire svoj biznis, ali ne voli belce. Iako je do sada sarašivao sa Morelom i omogućio mu da zaradi puno novca, Crni Tigar zaključuje da je došlo vreme da prekine saradnju s belcima. Predosećajuči kraj saradnje, Morel i njegovi prijatelji razmišljaju kako da reše svoj problem.

## Prvo objavljivanje u Srbiji
Prve dve sveske ove epizode objavljene su 1998. godine u izdanju izdavačke kuće Maverik u ediciji Super Teks. Edicija se posle toga ugasila i druge dve sveske nikada nisu objavljene.

## Nastavak epizode
Epizoda se nastavila u Zlatnoj seriji #56 pod nazivom Povratak Crnog Tigra.

## Prethodna i naredna epizoda Zlatne serije
Prethodna sveska Zlatne serije biola je iz serijala Mister No pod nazivom Bilo jednom u Njujorku (#53), a naredna iz serijala Priče iz baze "Drugde" pod nazivom Kandža koja se nadvila nad Amerikom (#55).
Pogledati još: Zlatna serija (Obnovljena edicija)